# Islandia en el Festival de la Canción de Eurovisión 1991
Islandia participó en el Festival de la Canción de Eurovisión 1991 en Roma, Italia, con la canción "Nína", interpretada por Stefán & Eyfi, compuesta y escrita por Eyjólfur Kristjánsson. Los representantes islandeses fueron escogidos por medio del Söngvakeppni Sjónvarpsins 1991, organizado por la RÚV. Islandia obtuvo el 15.º puesto el sábado 04 de mayo de 1991.

## Antes de Eurovisión

### Söngvakeppni Sjónvarpsins 1991
La radioemisora islandesa, Ríkisútvarpið (RÚV), celebró una final nacional para seleccionar la entrada islandesa para el Festival de la Canción de Eurovisión 1991, el Söngvakeppni Sjónvarpsins 1991. El concurso fue realizado en los estudios de televisión de la RÚV en Reykjavík el 9 de febrero de 1991, presentado por Valgeir Guðjónsson. Diez canciones compitieron, con el ganador sinedo decidido a través de los votos de 8 jurados regionales y un jurado experto. Los ganadores fueron Stefán Hilmarsson y Eyjólfur Kristjánsson con la canción "Draumur um Nínu" (El sueño sobre Nina), compuesto por Eyjólfur Kristjánsson.
| Final (10 de febrero de 1991) | Final (10 de febrero de 1991)                                                 | Final (10 de febrero de 1991)         | Final (10 de febrero de 1991) | Final (10 de febrero de 1991) |
| #                             | Artista                                                                       | Canción                               | Puntos                        | Puesto                        |
| ----------------------------- | ----------------------------------------------------------------------------- | ------------------------------------- | ----------------------------- | ----------------------------- |
| 1                             | Jóhannes Eiðsson & Sigrún Eva Ármannsdóttir                                   | Lengi lifi lífið                      | 62                            | 3                             |
| 2                             | Ruth Reginalds & Ingvar Grétarsson                                            | Í fyrsta sinn                         | 47                            | 4                             |
| 3                             | Sigríður Guðnadóttir                                                          | Mér þykir rétt að þú fáir að vita það | 30                            | 9                             |
| 4                             | Jóhanna Linnet                                                                | Stjarna                               | 39                            | 6                             |
| 5                             | Helga Möller, Erna Þórarinsdóttir, Arnar Freyr Gunnarsson & Kristján Gíslason | Í dag                                 | 76                            | 2                             |
| 6                             | Ívar Jóhann Halldórsson                                                       | Í einlægni                            | 33                            | 7                             |
| 7                             | Kristján Gíslason                                                             | Stefnumót                             | 19                            | 10                            |
| 8                             | Ruth Reginalds                                                                | Í leit að þér                         | 45                            | 5                             |
| 9                             | Eyjólfur Kristjánsson & Stefán Hilmarsson                                     | Draumur um Nínu                       | 97                            | 1                             |
| 10                            | Sigríður Guðnadóttir & Áslaug Fjóla Magnúsdóttir                              | Á fullri ferð                         | 32                            | 8                             |

## En Eurovisión
En el Festival de la Canción de Eurovisión, Islandia tuvo que competir en segundo lugar, después de Yugoslavia y antes de Malta. Al final de las votaciones resultó que Stefan & Eyfi había terminado en el puesto 15 con 26 puntos.

### Puntos otorgados a Islandia
| Final      | Final     | Final    | Final    | Final    |
| 12 puntos  | 10 puntos | 8 puntos | 7 puntos | 6 puntos |
| ---------- | --------- | -------- | -------- | -------- |
|            | - Suecia  |          | - Italia |          |
| 5 puntos   | 4 puntos  | 3 puntos | 2 puntos | 1 punto  |
| - Alemania | - Suiza   |          |          |          |

### Puntos otorgados por Islandia
| Final     | Final      |
| --------- | ---------- |
| 12 puntos | Suecia     |
| 10 puntos | Israel     |
| 8 puntos  | Portugal   |
| 7 puntos  | Francia    |
| 6 puntos  | Noruega    |
| 5 puntos  | Suiza      |
| 4 puntos  | Luxemburgo |
| 3 puntos  | Chipre     |
| 2 puntos  | España     |
| 1 punto   | Finlandia  |